# Liste der Monuments historiques in Lanmodez
Die Liste der Monuments historiques in Lanmodez führt die Monuments historiques in der französischen Gemeinde Lanmodez auf.

## Liste der Bauwerke
| Bezeichnung                       | Beschreibung | Standort | Kennzeichnung | Schutzstatus | Datum | Bild |
| --------------------------------- | ------------ | -------- | ------------- | ------------ | ----- | ---- |
| Allée couverte auf der Île Coalen | Neolithikum  | (Lage)   | PA00089257    | Classé       | 1975  |      |

## Liste der Objekte
- Monuments historiques (Objekte) in Lanmodez in der Base Palissy des französischen Kultusministeriums